# Pseudocoedomea rondoni
Pseudocoedomea rondoni là một loài bọ cánh cứng trong họ Cerambycidae.